# Повой заборный
Повой заборный (лат. Calystegia sepium) — вид многолетних травянистых растений рода Повой (Calystegia) семейства Вьюнковые (Convolvulaceae).

## Ботаническое описание

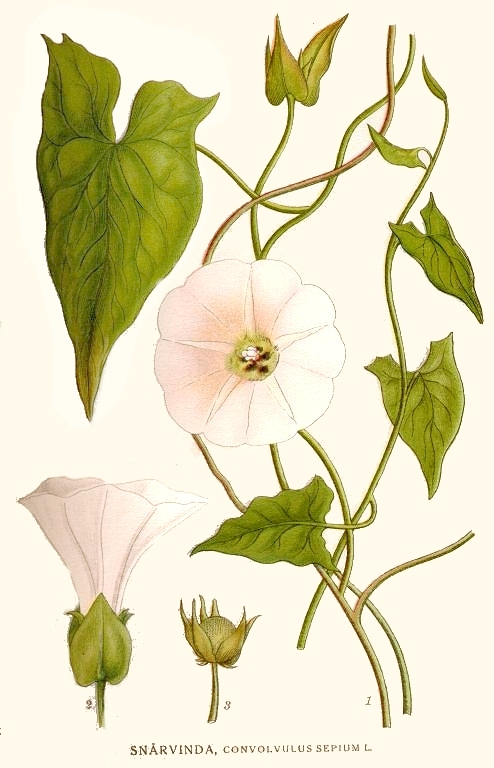
Повой заборный.

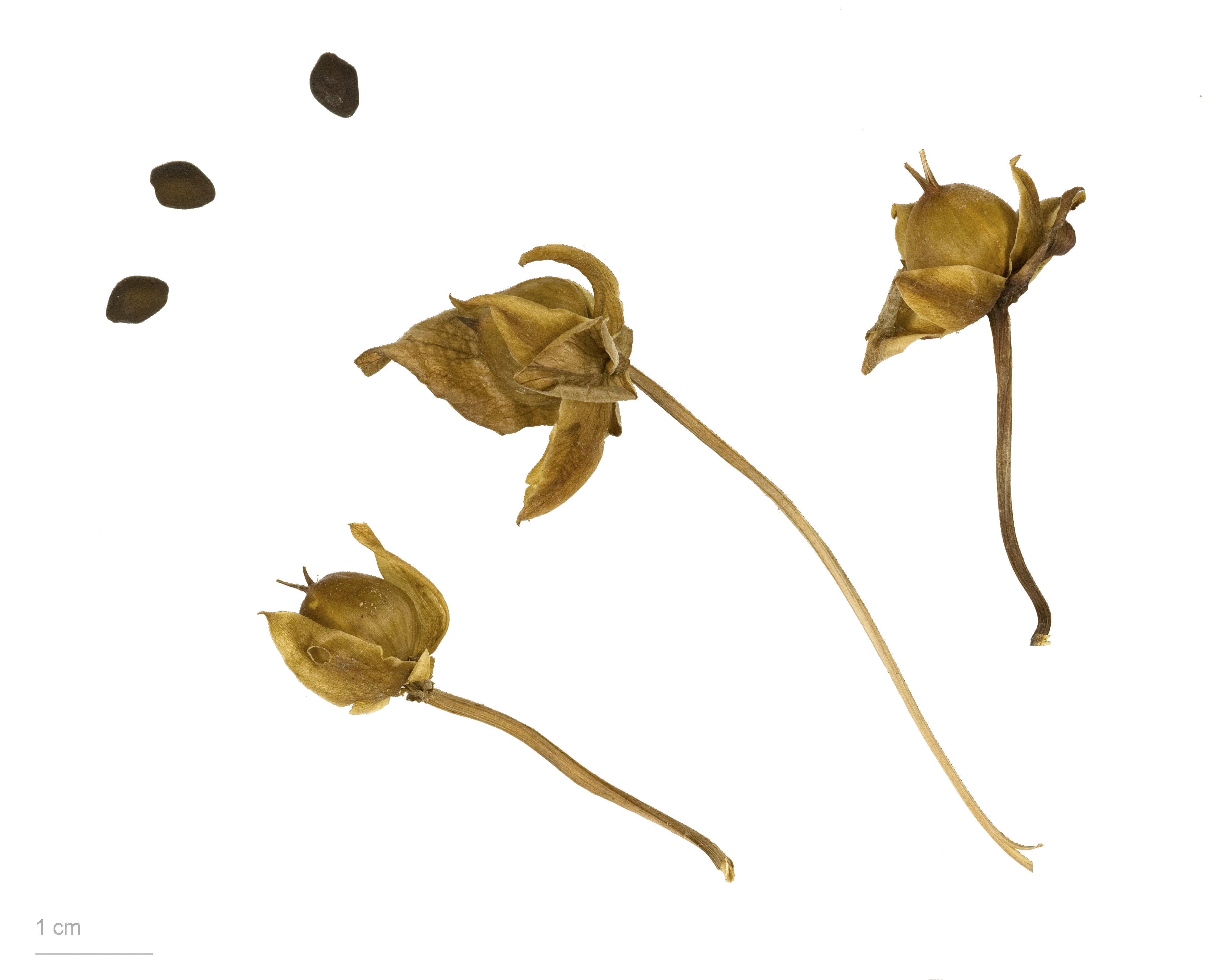
Плоды и семена. Тулузский музеум

Многолетнее травянистое растение, с длинным ветвистым ползучим корневищем. Стебли до 2—3 м длиной, слабые, вьющиеся, голые. Листья голые, черешковые, широкие, треугольные или треугольно-яйцевидные, в основании сердцевидные или сердцевидно-стреловидные, заострённые или острые.
Цветоносы длиннее листьев; прицветники ланцетные, яйцевидные или широкояйцевидные, в основании сердцевидные, на верхушке острые, реже тупые или округлые, 1,5—2,5(3) см длиной. Чашелистики несколько короче прицветников, яйцевидные или яйцевидно-ланцетные, острые. Венчик (3,5)4—6 см длиной, белый или светло-розовый. Тычинки значительно короче венчика; нити их в нижней части расширены и усажены сосочковидными волосками.
Плод — коробочка, около 1 см длиной, округлая, с коротким остроконечием.

## Классификация

### Таксономия
Calystegia sepium (L.) R.Br., 1810, Prodr. Fl. Nov. Holland. : 483
Вид Повой заборный относится к роду Повой (Calystegia) семейства Вьюнковые (Convolvulaceae) порядка Паслёноцветные (Solanales). Кладограмма в соответствии с Системой APG IV по состоянию на декабрь 2023 года:
|  |                                      |  |                                   |                                   |                     |  | ещё 4 семейства | ещё 4 семейства |                |  |                          |  | еще 32 подтвержденных вида и 10 видов, ожидающих подтверждения | еще 32 подтвержденных вида и 10 видов, ожидающих подтверждения |  |
|  |                                      |  |                                   |                                   |                     |  | ещё 4 семейства | ещё 4 семейства |                |  |                          |  | еще 32 подтвержденных вида и 10 видов, ожидающих подтверждения | еще 32 подтвержденных вида и 10 видов, ожидающих подтверждения |  |
|  |                                      |  |                                   | порядок Паслёноцветные            |                     |  |                 |                 | род Повой      |  |                          |  |                                                                |                                                                |  |
|  |                                      |  |                                   | порядок Паслёноцветные            |                     |  |                 |                 | род Повой      |  | 6 внутривидовых таксонов |  |                                                                |                                                                |  |
|  | отдел Цветковые, или Покрытосеменные |  |                                   |                                   | семейство Вьюнковые |  |                 |                 | Повой заборный |  |                          |  |                                                                |                                                                |  |
|  | отдел Цветковые, или Покрытосеменные |  |                                   |                                   |                     |  |                 |                 |                |  |                          |  |                                                                |                                                                |  |
|  |                                      |  | ещё 63 порядка цветковых растений | ещё 63 порядка цветковых растений |                     |  |                 | еще 58 родов    | еще 58 родов   |  |                          |  |                                                                |                                                                |  |
|  |                                      |  |                                   | ещё 63 порядка цветковых растений |                     |  |                 |                 | еще 58 родов   |  |                          |  |                                                                |                                                                |  |

### Внутривидовые таксоны
- Calystegia sepium subsp. americana (Sims) Brummitt
- Calystegia sepium subsp. angulata Brummitt
- Calystegia sepium subsp. limnophila (Greene) Brummitt
- Calystegia sepium subsp. roseata Brummitt
- Calystegia sepium subsp. sepium
- Calystegia sepium subsp. spectabilis Brummitt - Повой заметный

## Синонимы
- Calystegia sepium var. sepium
- Convolvulus sepium L.
- Volvulus sepium (L.) Junger